# Castell de Barberà
|  | Per a altres significats, vegeu «Castell de Barberà (Barberà de la Conca)». |

El Castell de Barberà és un castell termenat documentat el 1005 del municipi de Barberà del Vallès (Vallès Occidental) declarat bé cultural d'interès nacional.
En una zona propera, hi ha el jaciment paleontològic Castell de Barberà on s'han trobat restes de primats del miocè, com l'anomenat Barberapithecus.

## Arquitectura
El castell de Barberà, convertit en masia, conserva alguns elements antics tot i les transformacions que ha patit al llarg del temps. Està configurat a partir d'un nucli central de planta rectangular envoltat per un mur de tancament perimetral al que s'associa un baluard atalussat adossat a la cantonada NW del cos central. A l'angle SE i davant la façana principal queden restes del que va ser la capella dedicada a "Sant Silvestre i Santa Coloma", primitivament de gòtic senzill i reconstruïda en el segle xviii segons l'estil de l'època. Tot el conjunt es troba envoltat per un fossat delimitat a la banda interior pel mur de tancament de l'edifici i exteriorment per un mur atalussat que fa les funcions de contrafossat. L'accés principal, format per un gran portal de mig punt adovellat, està situat al sud i s'hi accedeix a través d'un pont; a més, hi ha dos accessos més, un situat a llevant i una petita entrada situada al costat de la cantonada SW del recinte, comunicant directament amb l'interior del fossat.
Es tracta d'una construcció sòlida, amb bona part dels murs externs de pedra natural. A l'interior de la fortalesa i en un dels seus angles es veu part de la torre d'homenatge cilíndrica, amb un mur de pedra de gran gruix d'un diàmetre exterior d'uns 8 metres. També es conserva un mur de tipologia medieval amb una porta d'arc de mig punt i en alguns dels murs exteriors es documenten algunes espitlleres associades als antics sistemes de defensa del recinte. Proper a la torre de l'homenatge es poden veure dues cisternes.

## Història
Documents de l'any 1005 acrediten ja la seva existència. El castell es va començar a construir, com gairebé tots, amb una torre voltada d'una llissa o palissada, tal com ho feien els romans, que ja volien aprofitar els llocs de guaita i vigilància dels pobles indígenes de Catalunya. Al voltant d'aquesta torre, rodona o quadrada, d'una alçada regular (de 10 a 15 m), hi van construir un perímetre emmurallat amb uns petits merlets i sageteres, i uns valls o trinxeres. Al mur hi ha una poterna i a l'interior, una galeria subterrània per poder escapar. Des del segle xi, el castell va pertànyer a Borrell II, comte de Barcelona, més tard va passar als Ribes, als Montcada i, per acabar, Felip III el va cedir com a favor als Galceran del Pinós.
L'antic castell de Barberà, transformat en una casa de pagès, el qual fou antiga senyoria, fou convertit posteriorment en marquesat. El 1702 Felip V va nomenar Josep Galceran de Pinós primer Marquès de Barberà. No obstant això, durant la Guerra de Successió es va mantenir austríac, però Felip V va guanyar la guerra i va manar abatre el castell de Barberà com a càstig a la família Galceran del Pinós. Més tard es va reconstruir com a masia.
Sembla que la major reconstrucció data del 1604, data que es llegeix en un dels seus murs. Unes cates fetes el 1971 posaren al descobert paraments de murs i un arc, tots ells d'època preromànica o potser visigòtica. L'edifici actual és producte de la reconstrucció realitzada durant els segles XVI-XVIII, tot i que en el segle xix va ser molt reformat. Conserva, però, elements d'èpoques anteriors.
L'edifici fou habitat per masovers fins al segle xx. A principis dels anys setanta va ser adquirit per una societat immobiliària amb la intenció de transformar-lo en restaurant o hotel però el projecte no es portà a terme. Finalment l'Ajuntament l'adquirí l'any 1988, el qual hi va promoure la instal·lació d'una escola-taller. Entre els anys 1989-1992 es realitzaren treballs de neteja i consolidació.
L'any 2001 es portà a terme un estudi històric i arqueològic sobre l'edifici com a pas previ a la seva adequació per a equipaments públics, després d'haver estat cedit a la Diputació de Barcelona. Aquest estudi va documentar diferents moments constructius, dos d'ells d'època medieval (segles xi i xii i XIII-XIV), la gran reforma del segle xvii, el desmuntatge de part de les estructures del castell al segle xviii a conseqüència de la Guerra de Successió i la construcció de nous elements, i diferents canvis en l'organització interna de l'edifici als segles XIX-XX.